# Chris Klein (attore)
Chris Klein, nome completo Frederick Christopher Klein (Hinsdale, 14 marzo 1979), è un attore statunitense.

## Biografia
Nato nell'Illinois da Terry, educatrice d'infanzia, e Fred Klein, ingegnere. Dopo la scuola superiore debutta nel film di Alexander Payne Election del 1999. Nello stesso anno fa parte del cast della commedia di successo American Pie, dove interpreta Chris "Oz" Ostreicher, ruolo che porta sul grande schermo anche nel sequel del 2001, American Pie 2.
Nel 2002 recita al fianco di Mel Gibson in We Were Soldiers - Fino all'ultimo uomo, mentre nel 2006 recita nella commedia American Dreamz di Paul Weitz.
Nel 2011 è entrato a far parte del cast della serie televisiva Wilfred.
Nel 2012 ha fatto parte del cast di American Pie: Ancora insieme.
Dal 2018 interpreta il supercriminale Cicada nella quinta stagione della serie televisiva The Flash. Nello stesso anno partecipa al film La competizione.

### Vita privata
Dopo una relazione durata cinque anni con l'attrice Katie Holmes, dal 2006 al 2008 è stato fidanzato con Ginnifer Goodwin. Nel 2005 è stato arrestato a San Diego, California, per guida in stato di ebbrezza, Klein è stato condannato ad una multa di 1800 dollari e 150 ore di servizio in una comunità. L'attore è stato nuovamente arrestato per lo stesso motivo nel 2010. L'attore, all’epoca trentunenne, non ha opposto resistenza alle guardie e si è recato alla stazione di polizia. Il 9 luglio 2015 sposa Laina Rose Thyfault, sua fidanzata dal 2010, con una cerimonia tenutasi nel ranch dell'attore, nel Montana, alla presenza di 115 invitati.

## Filmografia

### Cinema
- Election, regia di Alexander Payne (1999)
- American Pie, regia di Paul Weitz e Chris Weitz (1999)
- Per una sola estate (Here on Earth), regia di Mark Piznarski (2000)
- Dimmi che non è vero (Say It Isn't So), regia di J.B. Rogers (2001)
- American Pie 2, regia di J.B. Rogers (2001)
- Rollerball, regia di John McTiernan (2002)
- We Were Soldiers - Fino all'ultimo uomo (We Were Soldiers), regia di Randall Wallace (2002)
- Il delitto Fitzgerald (The United States of Leland), regia di Matthew Ryan Hoge (2003)
- Un lungo weekend (The Long Weekend), regia di Pat Holden (2005)
- Just Friends - Solo amici (Just Friends), regia di Roger Kumble (2005)
- American Dreamz, regia di Paul Weitz (2006)
- Lenexa, 1 Mile, regia di Jason Wiles (2006)
- The Good Life, regia di Stephen Berra (2007)
- Day Zero, regia di Bryan Gunnar Cole (2007)
- New York City Serenade, regia di Frank Whaley (2007)
- Hank and Mike, regia di Matthiew Klinck (2007)
- Play Dead, regia di Jason Wiles (2009)
- 6 mogli e un papà (The Six Wives of Henry Lefay), regia di Howard Michael Gould (2009)
- Street Fighter - La leggenda (Street Fighter: The Legend of Chun-Li), regia di Andrzej Bartkowiak (2009)
- Caught in the Crossfire, regia di Brian A Miller (2010)
- American Pie: Ancora insieme (American Reunion), regia di Jon Hurwitz e Hayden Schlossberg (2012)
- Authors Anonymous, regia di Ellie Kanner (2014)
- Game of Aces, regia di Damien Lay (2016)
- La competizione (The Competition), regia di Harvey Lowry (2018)
- Benchwarmers 2: Breaking Balls, regia di Jonathan A. Rosenbaum (2019)
- Fear Street: Prom Queen, regia di Matt Palmer (2025)

### Televisione
- Electric Playground – serie TV, 1 episodio (2002)
- American Dad! – serie animata, 1 episodio (2006) - voce
- The Valley of Light – film TV, regia di Brent Shields (2007)
- Welcome to the Captain – serie TV, 5 episodi (2008)
- La strana coppia (The Good Guys) – serie TV, 1 episodio (2010)
- Cops Uncuffed - film TV, regia di Frank Marino (2012)
- Franklin & Bash – serie TV, 1 episodio (2012)
- Aiutami Hope! (Raising Hope) – serie TV, 1 episodio (2012)
- Wilfred – serie TV, 13 episodi (2011-2013)
- Bella, pazza e impossibile (Damaged) - film TV, regia di Rick Bota (2014)
- Motive - serie TV, 1 episodio (2015)
- How We Live - film TV, regia di Gail Mancuso (2015)
- Idiotsitter - serei TV, 1 episodio (2016)
- The Grinder - serie TV, 1 episodio (2016)
- The Flash - serie TV (2018)
- Il colore delle magnolie (Sweet Magnolias) - serie TV, 20 episodi (2020-in corso)

## Doppiatori italiani
Nelle versioni in italiano delle opere in cui ha recitato, Chris Klein è stato doppiato da:
- Nanni Baldini in American Pie, American Pie 2, Just Friends - Solo amici, American Pie: Ancora insieme, Wilfred, Aiutami Hope!, Bella, pazza e impossibile
- Niseem Onorato in Dimmi che non è vero, American Dreamz, Sei mogli e un papà
- Francesco Bulckaen ne Il delitto Fitzgerald, Street Fighter - La leggenda, Il colore delle magnolie
- Giorgio Borghetti in Day Zero, La strana coppia, Motive
- Vittorio De Angelis in Per una sola estate
- Edoardo Stoppacciaro in Benvenuti a The Captain
- Francesco Pezzulli in We Were Soldiers - Fino all'ultimo uomo
- Fabio Boccanera in La competizione
- Stefano Crescentini in Election
- Fabrizio Manfredi in Rollerball
- Alessandro Quarta in The Flash